# ويليام الكسندر سيم
ويليام الكسندر سيم (بالإنجليزية: William Alexander Sim)‏ هو محامي نيوزيلندي، ولد في 1858، وتوفي في 1928.